# Invasión anglo-egipcia de Sudán

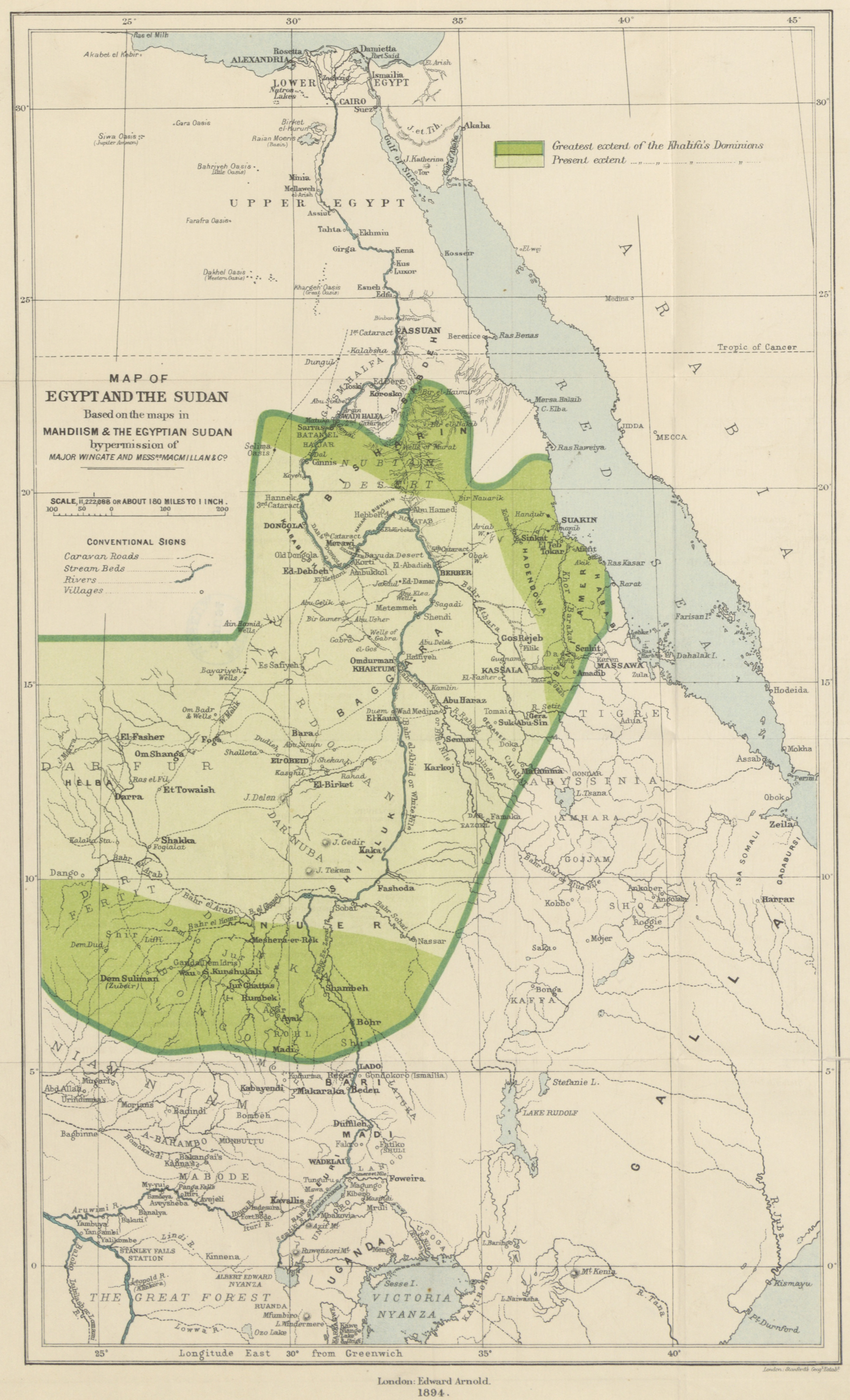
Mapa de 1894 que muestra la extensión del estado mahdista en Sudán

La conquista anglo-egipcia de Sudán en 1896-1899 fue una reconquista del territorio perdido por los "jedive" de la dinastía de Muhammad Ali en Egipto en 1884 y 1885 durante la "Guerra del Mahdismo". Los británicos no habían organizado una retirada ordenada de las fuerzas egipcias de Sudán, y la derrota en Jartum sólo dejó a Suakin y  Equatoria bajo control egipcio después de 1885. La conquista de 1896-99 derrotó y destruyó el estado Mahdista y reestableció el dominio de Anglo-egipcio, que permaneció hasta que Sudán se independizó en 1956.

## Antecedentes

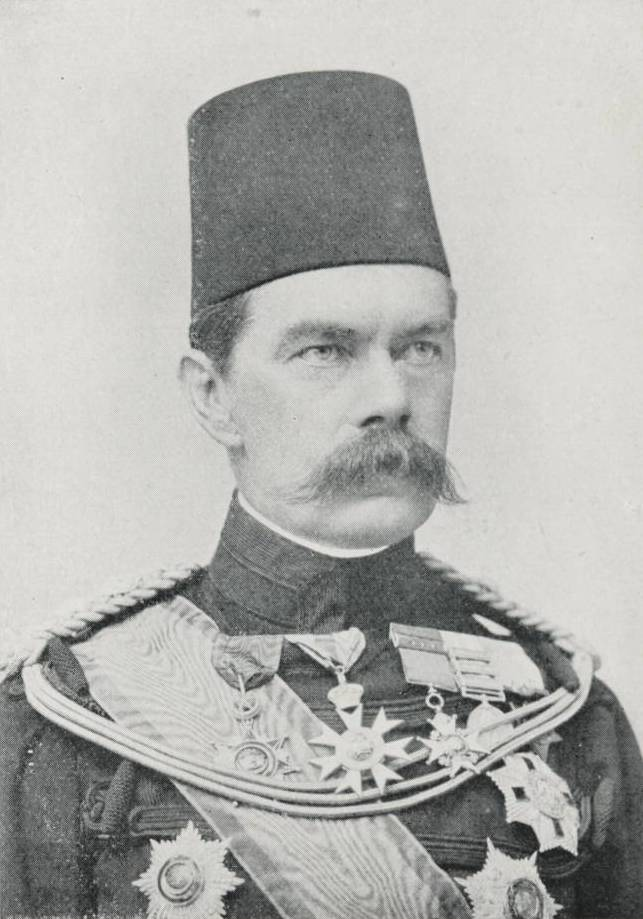
Herbert Kitchener, sirdar del ejército egipcio

Hubo un considerable cuerpo de opinión en Gran Bretaña a favor de retomar el Sudán después de 1885, en gran parte para "vengarse de Gordon". Sin embargo, Evelyn Baring, primer conde de Cromer, el cónsul general británico en Egipto, había sido el arquitecto de la retirada británica tras el levantamiento Mahdista. Estaba seguro de que Egipto necesitaba recuperar su posición financiera antes de que cualquier invasión pudiera ser contemplada. "Sudán vale mucho para Egipto", dijo, "pero no vale la pena la bancarrota y los impuestos extremadamente opresivos." Consideró que era necesario evitar ser llevado a una acción prematura por el pequeño pero influyente sector de la opinión pública que persistente y enérgicamente abogó por la causa de la reconquista inmediata. Hasta el 15 de noviembre de 1895 el gobierno británico le aseguró que no tenía planes de invadir Sudán.
Sin embargo, para 1896, estaba claro para el primer ministro  Salisbury que los intereses de otras potencias en el Sudán no podían ser contenidos por la diplomacia solamente ya que Francia, Italia y Alemania tenían designios en la región que sólo podían ser contenidos mediante el restablecimiento del dominio anglo-egipcio. La catastrófica derrota de los italianos por parte de Menelik II de Etiopía en la Batalla de Adwa en marzo de 1896 también planteó la posibilidad de una alianza antieuropea entre Menelik y el Khalifa del Sudán. Después de Adwa el gobierno italiano apeló a Gran Bretaña para crear algún tipo de desviación militar para evitar que las fuerzas Mahdistas atacaran su guarnición aislada en Kassala, y el 12 de marzo el gabinete británico autorizó un avance sobre Dongola para este propósito. Salisbury también se esforzó en asegurar al gobierno francés que Gran Bretaña no quería ir más allá de Dongola, para evitar cualquier movimiento de los franceses para avanzar en su propio reclamo sobre parte de Sudán. El gobierno francés acababa de enviar a Jean-Baptiste Marchand por el Río Congo con el objetivo declarado de llegar a Fashoda en el Nilo Blanco y reclamarlo para Francia. Esto alentó a los británicos a intentar la derrota a gran escala del estado Mahdista y la restauración del dominio anglo-egipcio, en lugar de sólo proporcionar una desviación militar como Italia había solicitado.
Lord Salisbury ordenó entonces al Sirdar, al brigadier Herbert Kitchener, primer conde Kitchener, que hiciera los preparativos para un avance por el Nilo. Como Gobernador General de Suakin de 1886 a 1888, Kitchener había mantenido a raya a las fuerzas Mahdistas bajo Osman Digna de la costa del Mar Rojo, pero nunca había comandado un gran ejército en la batalla. Kitchener tomó un enfoque metódico y sin prisas para recuperar Sudán. En el primer año su objetivo fue recuperar Dongola; en el segundo, construir un nuevo ferrocarril desde Wadi Halfa hasta Abu Hamad; en el tercero, retomar Jartum.

## Las fuerzas de Kitchener

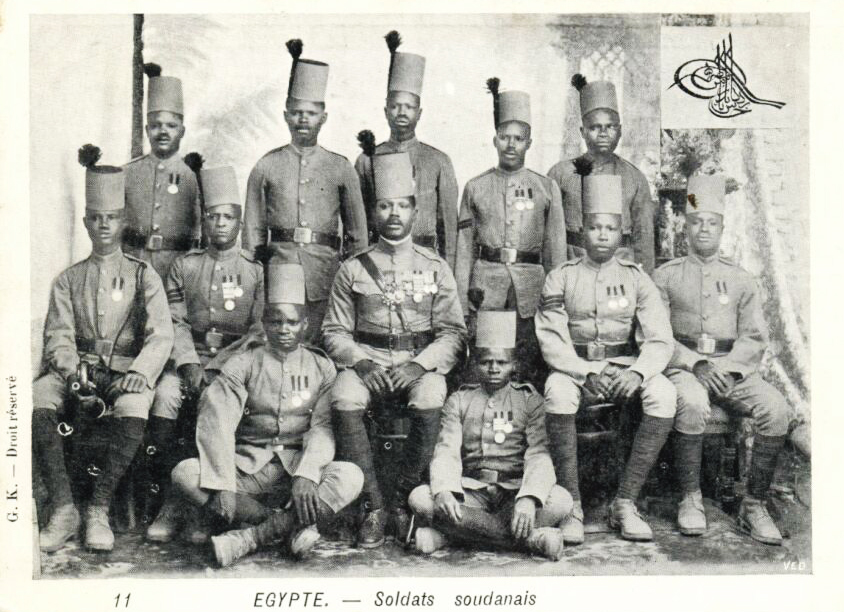
Sudanese soldiers in the Egyptian army, 1899

El ejército egipcio se movilizó y para el 4 de junio de 1896 Kitchener había reunido una fuerza de 9.000 hombres, que consistía en diez batallones de infantería, quince de caballería, el Cuerpo Imperial de Camellos y tres baterías de artillería. Todos los soldados eran sudaneses o egipcios, con la excepción de unos pocos cientos de hombres del Regimiento de North Staffordshire y algunas  ametralladoras Maxim. El uso de tropas británicas se mantuvo al mínimo y se utilizaron tropas sudanesas siempre que fue posible, en parte porque eran más baratas y en parte porque podían sobrevivir a las condiciones extremas de la campaña en el Sudán que los europeos a menudo no podían. Para maximizar el número de tropas sudanesas desplegadas para la invasión, la guarnición sudanesa se retiró de Suakin en el Mar Rojo y fue reemplazada por soldados indios. Los indios llegaron a Suakin el 30 de mayo, liberando el X batallón egipcio y sudanés para la expedición de Dongola.
El ejército egipcio en la década de 1880 estaba tratando conscientemente de distanciarse de los tiempos de Muhammad Ali, cuando los hombres sudaneses habían sido esclavos en Egipto, capturados, esclavizados, enviados a Egipto y alistados.  Sin embargo, en vísperas de la invasión de 1896, no estaba claro el estado de la manumisión y las condiciones precisas de reclutamiento de muchos soldados sudaneses en el ejército egipcio. Los reclutas egipcios debían servir seis años en el ejército, mientras que los soldados sudaneses alistados antes de 1903 se inscribían de por vida, o hasta que estuvieran médicamente incapacitados para servir. Aunque no existía ningún requisito oficial para la práctica, está claro que en muchos casos, al menos, los nuevos reclutas sudaneses en el ejército egipcio eran marcados por sus oficiales británicos, para ayudar a identificar a los desertores y a los licenciados que buscaban volver a alistarse.

## Ferrocarril militar del Sudán

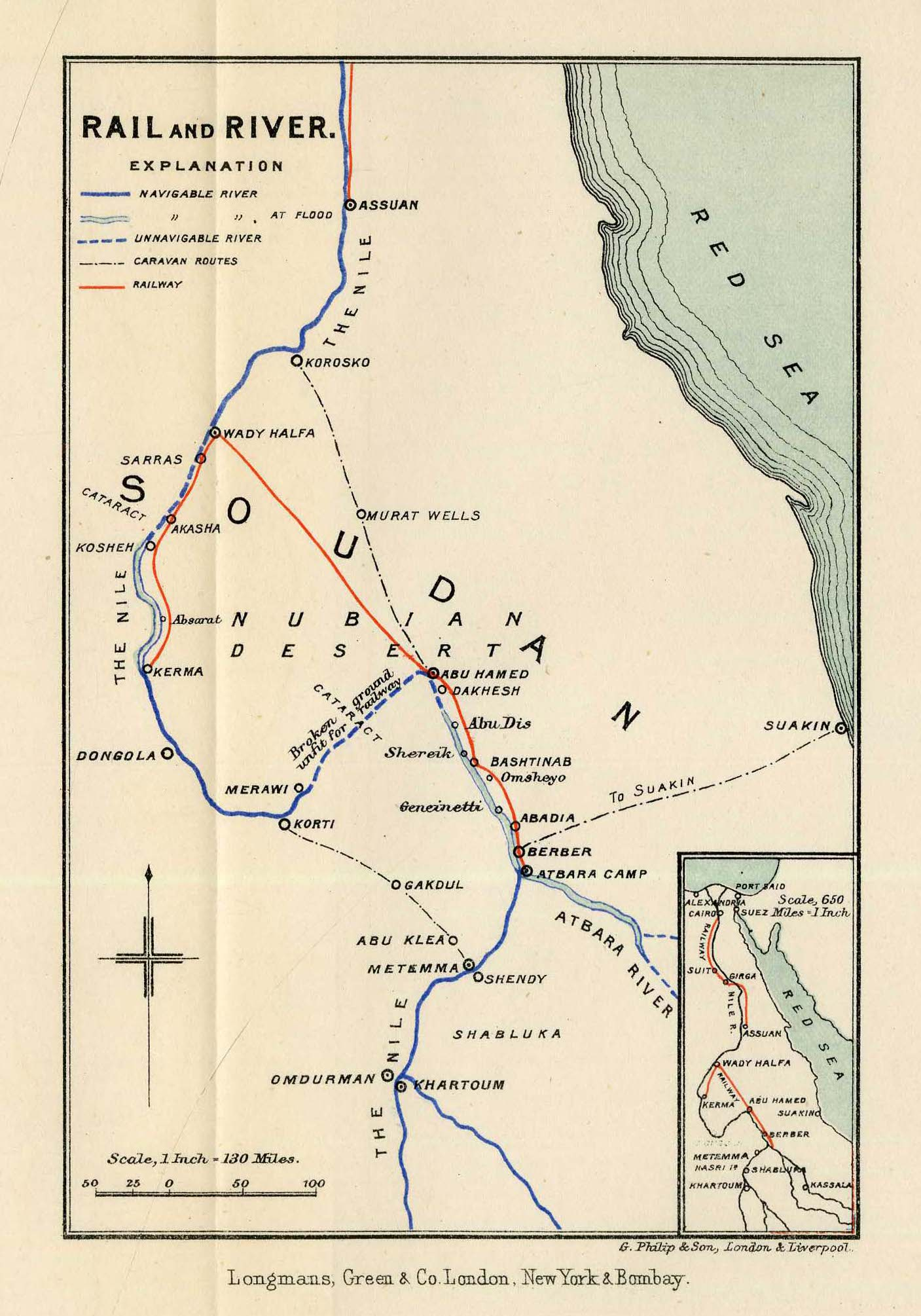
Rail, river and caravan communications in Sudan during the campaign

Kitchener dio gran importancia al transporte y las comunicaciones. La dependencia del transporte fluvial, y los caprichos de la Inundación del Nilo, había reducido la Expedición del Nilo de Garnet Wolseley  al fracaso en 1885, y Kitchener estaba decidido a no permitir que eso volviera a suceder. Esto requería la construcción de nuevos ferrocarriles para apoyar sus fuerzas de invasión.
La primera fase de la construcción del ferrocarril siguió a la campaña inicial por el Nilo hasta la base de suministros de Akasha y luego hacia el sur, hacia la cuenca de Kerma.  Esto evitó la segunda catarata del Nilo y así aseguró que los suministros pudieran llegar a Dongola durante todo el año, tanto si el Nilo estaba inundado como si no. El ferrocarril se extendió hasta Akasha el 26 de junio y hasta Kosheh el 4 de agosto de 1896. Se construyó un astillero y tres cañoneras completamente nuevas, más grandes que los barcos fluviales egipcios ya desplegados, fueron traídas en secciones por ferrocarril, y luego ensambladas en el río. Cada una llevaba un cañón de 12 libras de tiro frontal, dos buques de 6 libras y cuatro  ametralladoras Maxim. A finales de agosto de 1896 las tormentas arrastraron una sección de 12 millas de la vía férrea mientras se hacían preparativos para avanzar en Dongola. Kitchener supervisó personalmente a 5.000 hombres que trabajaron día y noche para asegurarse de que se reconstruyera en una semana. Después de que se tomara Dongola, esta línea se extendió hacia el sur hasta Kermah.
La construcción del ferrocarril de 225 millas de largo desde Wadi Halfa hasta Abu Hamad fue una empresa mucho más ambiciosa. La opinión general consideraba que la construcción de tal ferrocarril era imposible, pero Kitchener encargó a Percy Girouard, que había trabajado en el Canadian Pacific Railway, que se hiciera cargo del proyecto. Las obras comenzaron el 1 de enero de 1897, pero se hicieron pocos progresos hasta que la línea a Kermah se completó en mayo, cuando los trabajos comenzaron en serio. Para el 23 de julio, se habían tendido 103 millas, pero el proyecto estaba continuamente bajo ataque de los mahdistas con base en Abu Hamad.  Kitchener ordenó al General Archibald Hunter que avanzara desde Merawi y eliminara la amenaza. Las fuerzas de Hunter viajaron 146 millas en ocho días y tomaron Abu Hamad el 7 de agosto de 1897. El trabajo pudo entonces proceder, y el ferrocarril llegó finalmente a Abu Hamad el 31 de octubre.
Hubo grandes problemas para emprender un proyecto de construcción importante en un desierto sin agua, pero Kitchener tuvo la buena fortuna de localizar dos fuentes e hizo excavar pozos para proporcionar el agua necesaria. Para mantenerse dentro de los estrechos límites presupuestarios establecidos por Lord Cromer, Kitchener ordenó que la primera sección del ferrocarril se construyera con materiales reutilizados del ferrocarril abandonado de Khedive Ismail de la década de 1870. En otra medida de economía, Kitchener pidió prestado motores de vapor de Sudáfrica para trabajar en la línea. La fuerza de trabajo de Kitchener eran soldados y convictos, y él los hacía trabajar muy duro, durmiendo sólo cuatro horas cada noche y haciendo él mismo el trabajo físico.  A medida que el ferrocarril avanzaba en las condiciones extremas del desierto, el número de muertes entre sus hombres aumentaba, y Kitchener culpaba a sus subordinados por ellas.
El Ferrocarril Militar de Sudán fue descrito más tarde como el arma más mortífera jamás utilizada contra el Mahdismo. Las 230 millas de ferrocarril redujeron el tiempo de viaje entre Wadi Halfa y Abu Hamad de 18 días en camello y en barco de vapor a 24 horas en tren, durante todo el año, independientemente de la estación y de las inundaciones del Nilo. También se tendieron 630 millas de cable telegráfico y se construyeron 19 oficinas telegráficas a lo largo de la vía férrea, que pronto estuvieron manejando hasta 277 mensajes por día.
Más tarde, cuando la línea se extendió hacia Atbara, Kitchener pudo transportar tres cañoneras fuertemente armadas en secciones para ser reensambladas en Abadieh, permitiéndole patrullar y reconocer el río hasta la sexta catarata.

## Campaña de 1896

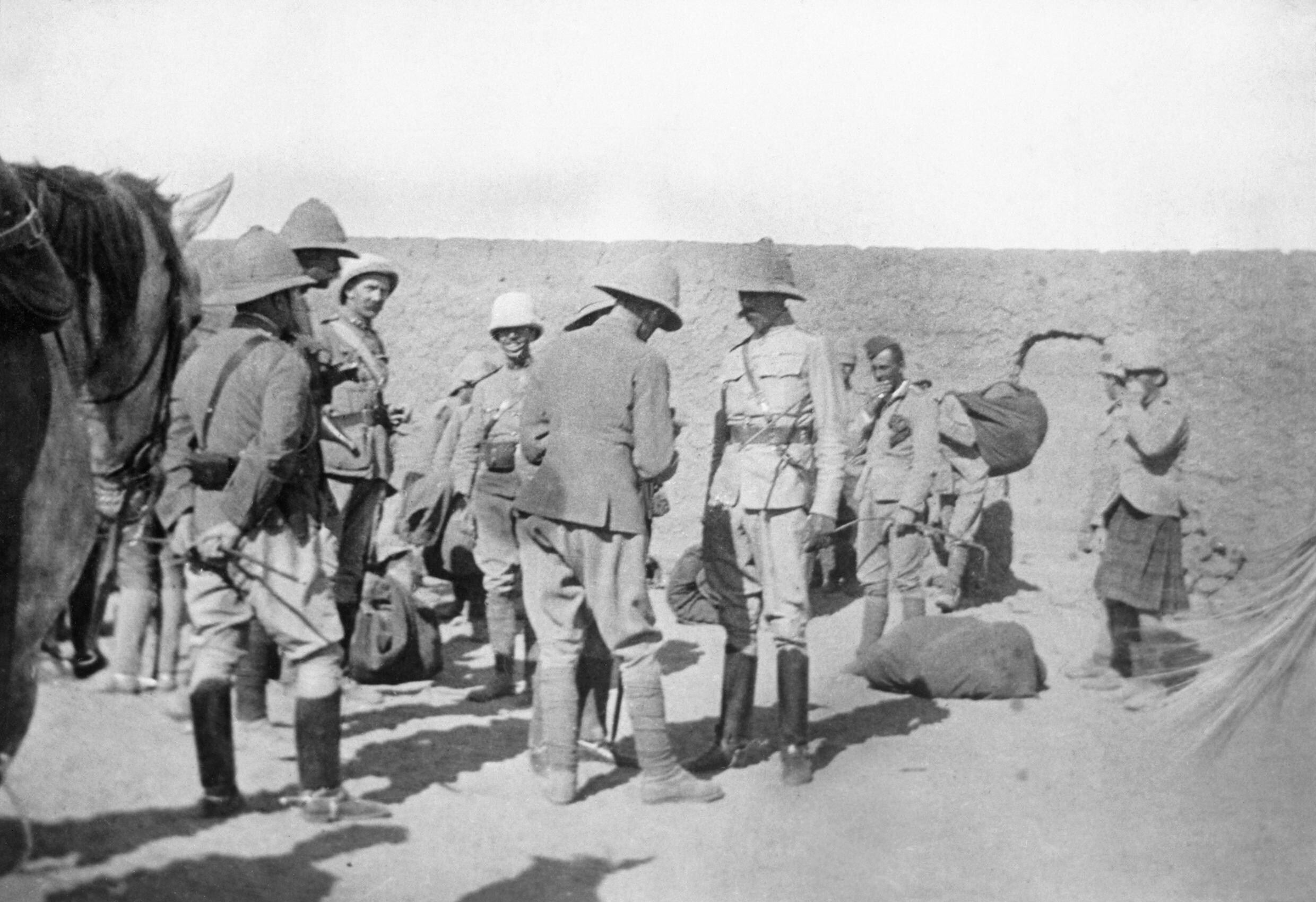
El general Kitchener y la campaña anglo-egipcia del Nilo, 1898 HU93828

El ejército egipcio se desplazó rápidamente a la frontera en Wadi Halfa y comenzó a moverse hacia el sur el 18 de marzo para tomar Akasha, una aldea que iba a ser la base de la expedición. Akasha estaba desierta cuando entraron el 20 de marzo y Kitchener dedicó los dos meses siguientes a acumular sus fuerzas y suministros listos para el siguiente avance.
Aparte de escaramuzas ocasionales, el primer contacto serio con las fuerzas mahdistas tuvo lugar a principios de junio en la aldea de Farka.  La aldea era un punto fuerte mahdista situado a cierta distancia río arriba de Akasha; sus comandantes, Hammuda y Osman Azraq, dirigían a unos 3000 soldados y evidentemente habían decidido mantener su posición en lugar de retirarse a medida que el ejército egipcio avanzaba. Al amanecer del 7 de junio, dos columnas egipcias atacaron la aldea desde el norte y el sur, matando a 800 soldados mahdistas, y otros se lanzaron desnudos al Nilo para escapar. Esto dejó el camino a Dongola despejado, pero a pesar de los consejos de moverse rápidamente y tomarlo, Kitchener se adhirió a su habitual enfoque cauteloso y cuidadosamente preparado.
Kitchener se tomó su tiempo para acumular suministros en Kosheh, Egipto, y llevó sus cañoneras al sur a través de la Segunda Catarata del Nilo, listo para un asalto a Dongola La armada fluvial egipcia consistía en los cañoneros Tamai, El Teb, Metemma y Abu Klea así como los vapores Kaibar, Dal y Akasha. Habían sido utilizados para patrullar el río entre Wadi Halfa y Asuán, y ahora se les presionaba para que formaran parte de la fuerza de invasión. Sin embargo, tuvieron que esperar a que el Nilo se inundara antes de poder navegar sobre la segunda catarata, y en 1896 la inundación fue inusualmente tardía, lo que significa que el primer barco no pudo pasar hasta el 14 de agosto. Cada uno de los siete barcos tuvo que ser físicamente arrastrado sobre la catarata por dos mil hombres, a razón de un barco por día. A esta fuerza se le añadieron los tres nuevos cañoneros que fueron llevados alrededor de la catarata por ferrocarril y ensamblados en el río en Kosheh.
Dongola fue defendida por una importante fuerza mahdista bajo el mando de Wad Bishara, que consistía en 900 jihadiyya, 800 Baggara Árabes, 2800 lanceros, 450 camellos y 650 caballos de caballería. Kitchener no pudo avanzar en Dongola inmediatamente después de la batalla de Farka porque no mucho tiempo después, el cólera estalló en el campo egipcio, y mató a más de 900 hombres en julio y principios de agosto de 1896. Con el verano de 1896 marcado por la enfermedad y el clima severo, las columnas de Kitchener, apoyadas por cañoneras en el Nilo, finalmente comenzaron a avanzar por el Nilo hacia Kerma, en la Tercera Catarata, donde Wad Bishara había establecido una posición adelantada.  Sin embargo, en lugar de defenderla, movió sus fuerzas a través del río de modo que cuando las cañoneras egipcias llegaron río arriba pudo concentrar el fuego pesado sobre ellas.  El 19 de septiembre las cañoneras hicieron varias corridas en las posiciones del Mahdist, disparando a sus trincheras, pero el fuego devuelto fue demasiado intenso para que pudieran mantener su posición de forma segura. Kitchener por lo tanto les ordenó que simplemente siguieran adelante, pasando la posición del Mahdista, hacia Dongola. Viéndolos proceder, Wad Bishara retiró sus fuerzas a Dongola. El 20 de septiembre las cañoneras intercambiaron fuego con los defensores de la ciudad y el 23 la fuerza principal de Kitchener llegó a la ciudad. Wad Bishara, viendo el tamaño abrumador de la fuerza egipcia, y desconcertado por varios días de bombardeo de las cañoneras, se retiró. La ciudad fue ocupada, al igual que Merowe y Korti. Las pérdidas totales de los egipcios por la toma de Dongola fueron de un muerto y 25 heridos. Kitchener fue ascendido a General de División.

## Campaña de 1897

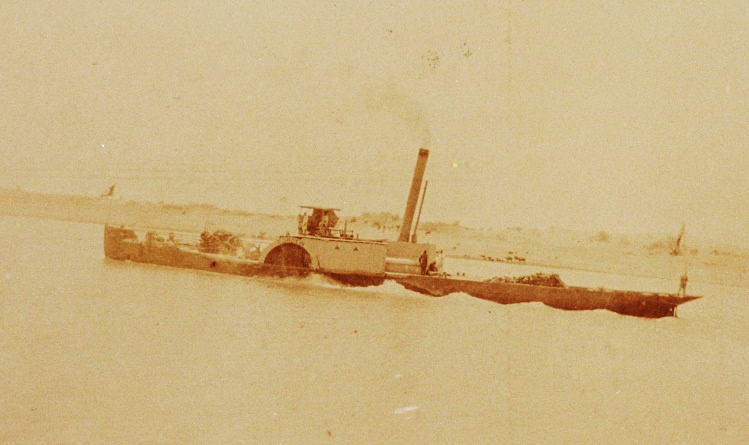
Barco de vapor 'Bordein' de la marina mahdista

La caída de Dongola fue una conmoción para el Khalifa y sus seguidores en Omdurman, ya que puso inmediatamente su capital bajo amenaza.  Pensaron que era probable que Kitchener atacara atacando a través del desierto desde Korti hasta Metemma, como había hecho la Expedición al Nilo en 1885. Por lo tanto, el Califa ordenó a Osman Azraq que detuviera a  Abu Klea y a Wad Bishara que detuviera a Metemma con una fuerza de Ja'alin. También ordenó a Osman Digna en el Sudán oriental y a sus comandantes en Kordofan y otras regiones que trajeran sus fuerzas a Omdurman, reforzando sus defensas con unos 150 000 combatientes adicionales. Esto concentró las fuerzas Mahdistas en la capital y en los accesos del norte, bajando el Nilo hasta  Berber. Consciente de que Kitchener tenía una importante fuerza fluvial que ya había pasado la segunda catarata al Alcance de Dongola, el Khalifa trató de impedir que siguiera avanzando río arriba bloqueando la sexta catarata en el desfiladero de Shabluka, que era el último obstáculo fluvial antes de Omdurman. Con este fin se construyeron fuertes en el extremo norte del desfiladero, y el vaporizador de paletas "Bordein" llevaba armas y suministros río arriba.
Kitchener no avanzó sobre Omdurman después de tomar Dongola, y para mayo de 1897 las fuerzas del Califa de Kordofán habían aumentado el tamaño de sus fuerzas hasta el punto de que se sintió capaz de adoptar una postura más ofensiva.  Por lo tanto, decidió hacer avanzar al ejército de Kordofán río abajo hasta Metemma, en el país Ja'alin. La lealtad de los Ja'alin al estado Mahdista se había debilitado a medida que el ejército egipcio avanzaba, y no estaban especialmente dispuestos a tener un gran ejército acuartelado sobre ellos.  Por lo tanto, su jefe, Abdallah wad Saad, escribió a Kitchener el 24 de junio, prometiendo la lealtad de su pueblo a Egipto y pidiendo hombres y armas para ayudarles contra el Califa. Kitchener envió 1.100 rifles Remington y municiones, pero no llegaron a tiempo para ayudar a los Ja'alin a defender Metemma del ejército del Califa, que llegó el 30 de junio y asaltó la ciudad, matando a Wad Saad y alejando a sus seguidores supervivientes.
Para Kitchener, gran parte de 1897 se ocupó en extender el ferrocarril a Abu Hamed. La ciudad fue tomada el 7 de agosto y el ferrocarril llegó a ella el 31 de octubre. Incluso antes de que este punto fuerte del río fuera asegurado, Kitchener ordenó a sus cañoneras que procedieran río arriba pasando la Cuarta Catarata. Con la ayuda de la tribu local Shaigiya Shayqiyya, el intento comenzó el 4 de agosto, pero la corriente era tan fuerte que la cañonera "El Teb" no pudo ser arrastrada por los rápidos y zozobró. Sin embargo, el Metemma pasó a salvo el 13 de agosto, el Tamai el 14, y el 19 y 20 de agosto las nuevas cañoneras Zafir, Fateh y Nasir también pasaron la catarata.
El repentino avance de la fuerza fluvial y la incertidumbre sobre si sería reforzado por el ejército de Kordofán hizo que el comandante Mahdista en Bereber, Zeki Osman, abandonara la ciudad el 24 de agosto, y fue ocupada por los egipcios el 5 de septiembre. La ruta por tierra desde Bereber a Suakin fue reabierta, lo que significa que el ejército egipcio podría ser reforzado y reabastecido por río, por ferrocarril y por mar. A medida que la zona del Mar Rojo devolvía su lealtad a Egipto, una fuerza egipcia también marchó desde Suakin para retomar Kassala, que había sido temporalmente ocupada por los italianos desde 1893. Los italianos cedieron el control el día de Navidad.
Durante el resto del año Kitchener extendió la línea de ferrocarril desde Abu Hamad, incrementó sus fuerzas en bereber y fortificó la orilla norte de la confluencia con el río Atbarah. Mientras tanto, el Califa reforzó las defensas de Omdurman y Metemma y preparó un ataque a las posiciones egipcias mientras el río estaba bajo y las cañoneras no podían retirarse por debajo de la quinta catarata ni avanzar por encima de la sexta.

## Campaña de 1898
Para estar seguro de tener la fuerza necesaria para derrotar a las fuerzas Mahdistas en su centro, Kitchener trajo refuerzos del ejército británico, y una brigada bajo el mando del General de División William F. Gatacre llegó a Sudán a finales de enero de 1898. Los Warwicks, Lincolns y Cameron Highlanders tuvieron que marchar las últimas treinta millas ya que el ferrocarril aún no había alcanzado la primera línea. Varias escaramuzas tuvieron lugar a principios de la primavera, cuando las fuerzas Mahdistas hicieron un intento en marzo de flanquear Kitchener cruzando el Atbara, pero fueron superados; los egipcios se dirigieron río arriba y atacaron Shendi. Finalmente, al amanecer del 8 de abril, los anglo-egipcios montaron un asalto frontal completo contra las fuerzas de Osman Digna con tres brigadas de infantería, manteniendo una en reserva. Los combates duraron menos de una hora y concluyeron con 81 soldados anglo-egipcios muertos y 478 heridos, hasta más de 3000 soldados mahdistas muertos.
Las fuerzas del Califa se retiraron entonces a Omdurman, abandonando Metemma y la Sexta Catarata para que el ejército egipcio pudiera pasar sin ser molestado. Los preparativos continuaron para avanzar en Omdurman. La vía férrea se extendió hacia el sur y llegaron refuerzos adicionales. A mediados de agosto de 1898, Kitchener tenía a su mando 25.800 tropas, compuestas por la División Británica bajo el mando del General de División Gatacre, con dos brigadas de infantería británicas; y la División Egipcia con cuatro brigadas egipcias bajo el mando del General de División Hunter. La cañonera "Zafir", que se dirigía río arriba, se hundió frente a Metemma el 28 de agosto.  Mientras tanto, el Khalifa intentó colocar una mina en el río para evitar que los barcos egipcios bombardearan Omdurman, pero esto resultó en que el barco minero "Ismailia" volara con su propia mina.
El avance final sobre Omdurman comenzó el 28 de agosto de 1898.

## Batalla de Omdurmán

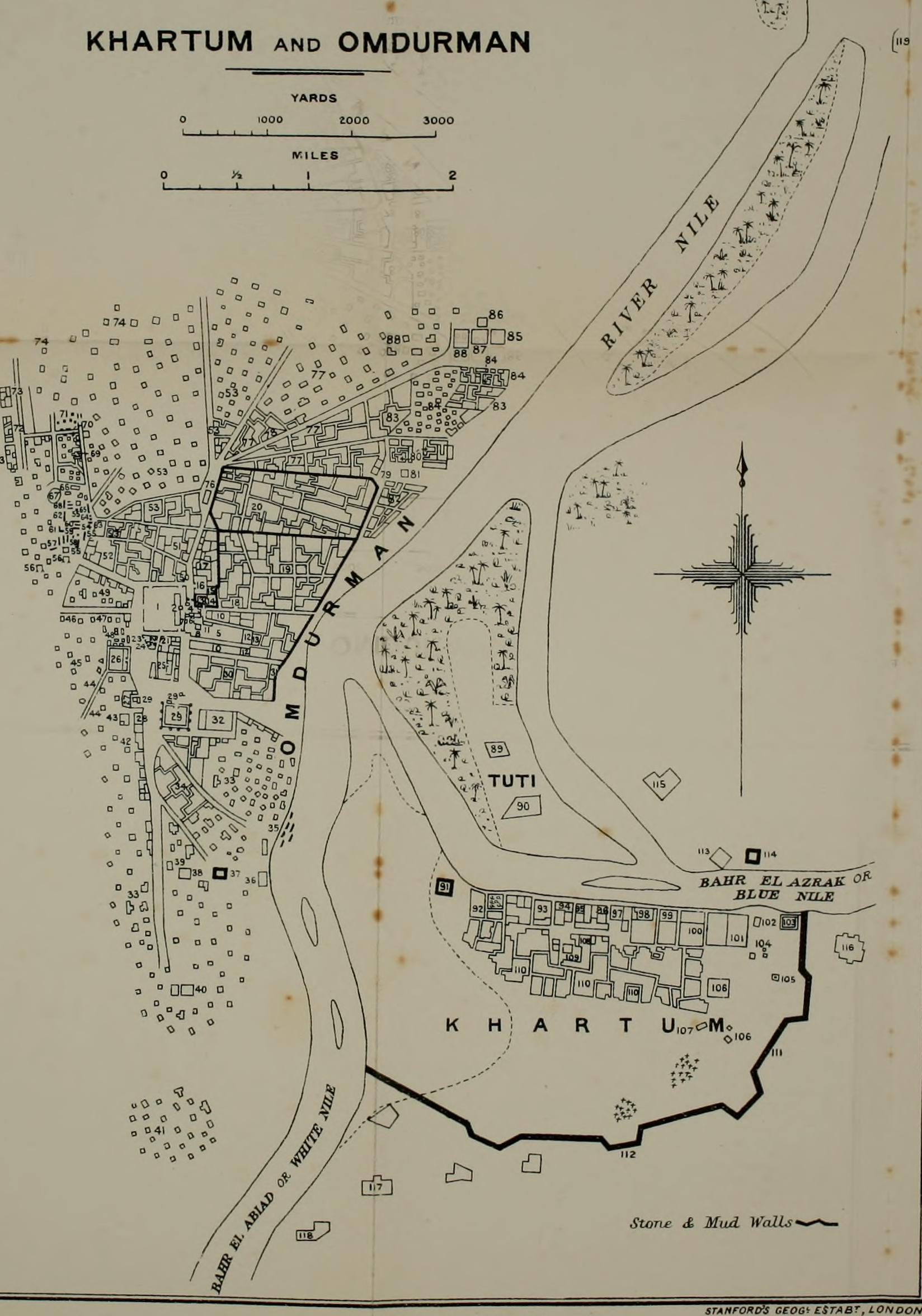
Jartum y Omdurman

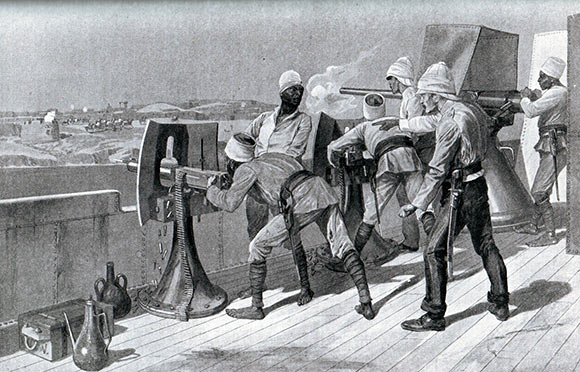
Bombardeo de posiciones mahdistas por una de las cañoneras de Kitchener

La derrota de las fuerzas del Califa en Omdurman marcó el fin efectivo del estado Mahdista, aunque no el fin de la campaña. Más de 11 000 combatientes Mahdistas murieron en Omdurman, y otros 16 000 fueron gravemente heridos. En el lado británico, egipcio y sudanés hubo menos de cincuenta muertos y varios cientos de heridos. El Califa se retiró a la ciudad de Omdurman pero no pudo reunir a sus seguidores para defenderla. En su lugar se dispersaron por las llanuras del oeste y escaparon. Kitchener entró en la ciudad, que se rindió formalmente sin más lucha, y el Califa escapó antes de que pudiera ser capturado.
Las cañoneras británicas bombardearon Omdurman antes y durante la batalla, dañando parte de las murallas de la ciudad y la tumba del Mahdi, aunque la destrucción no fue muy generalizada. Hay cierta controversia sobre la conducta de Kitchener y sus tropas durante e inmediatamente después de la batalla. En febrero de 1899, Kitchener respondió a las críticas negando categóricamente que hubiera ordenado o permitido que sus tropas masacraran a los heridos mahdistas en el campo de batalla; que Omdurman hubiera sido saqueada; y que se hubiera disparado deliberadamente contra los fugitivos civiles de la ciudad. No hay pruebas para la última acusación, pero sí algunos fundamentos para las otras. En The River War, Winston Churchill criticó la conducta de Kitchener, y en correspondencia privada dijo que:

la victoria en Omdurman fue deshonrada por la matanza inhumana de los heridos y que Kitchener fue responsable de esto.  La tumba del Mahdi, el edificio más grande de Omdurman, ya había sido saqueada cuando Kitchener dio la orden de que fuera volada. Kitchener ordenó que los restos del Mahdi fueran arrojados al Nilo.  Consideró y discutió la posibilidad de conservar su cráneo, ya sea como una especie de trofeo o como una exhibición médica en el Royal College of Surgeons. Eventualmente, sin embargo, la cabeza fue enterrada, aunque las anécdotas sobre su conversión en un tintero o un recipiente para beber siguen circulando hasta hoy.

## Campañas finales
Una fuerza bajo el coronel Parsons fue enviada desde Kassala a Al Qadarif que fue retomada por las fuerzas Mahdistas el 22 de septiembre. Una flotilla de dos barcos bajo el mando del general Hunter fue enviada al Nilo Azul el 19 de septiembre para plantar banderas y establecer guarniciones donde pareciera conveniente.  Plantaron las banderas egipcia y británica en Er Roseires el 30 de septiembre, y en Sennar en el viaje de regreso. El 7 de diciembre se volvió a ocupar el Gallabat, aunque las dos banderas etíopes que se habían izado allí después de la evacuación del Mahdistán quedaron ondeando a la espera de instrucciones de El Cairo. A pesar de la fácil recuperación de estas ciudades clave, seguía habiendo mucho miedo y confusión en el campo a través del Gezira, donde bandas de partidarios del Mahdismo continuaron vagando, saqueando y matando durante varios meses después de la caída de Omdurman. Una vez que se estableció el control en el Jazirah y en el Sudán oriental, la recuperación de Kordofan siguió siendo un importante desafío militar.
El 12 de julio de 1898 Marchand había llegado a Fashoda e izó la bandera francesa.  Kitchener se dirigió al sur desde Jartum con sus cinco cañoneras y llegó a Fashoda el 18 de septiembre. La cuidadosa diplomacia de ambos hombres aseguró que no se presionaran las reclamaciones francesas y se reafirmara el control anglo-egipcio.
El 24 de noviembre de 1899 el coronel Sir Reginald Wingate acorraló al Califa y a 5000 seguidores al suroeste de Kosti. En la batalla subsiguiente el Califa fue asesinado junto con unos 1000 de sus hombres.  Osman Digna fue capturado, pero escapó de nuevo. Al Ubayyid no fue tomado hasta diciembre de 1899, por lo que ya había sido abandonado. En diciembre de 1899 Wingate sucedió a Kitchener como Sirdar y Gobernador General del Sudán cuando Kitchener partió hacia Sudáfrica.
El recién establecido gobierno anglo-egipcio de Jartum no intentó reconquistar el lejano territorio occidental de Darfur, que los egipcios habían mantenido sólo brevemente entre 1875 y la rendición de Slatin Pasha en 1883. En cambio, reconocieron el dominio del último sultán Keira, Ali Dinar, nieto de Muhammad al-Fadl, y no establecieron el control sobre Darfur hasta 1913.
Osman Digna no fue recapturado hasta 1900.